# شهرستان ایبی، گیفو

شهرستان ایبی، گیفو (انگلیسی: Ibi District, Gifu) یکی از شهرستان‌های ژاپن است که در استان گیفو در ژاپن واقع شده‌است.